# Comuna de Grodzisk
Grodzisk (polaco: Gmina Grodzisk) é uma gminy (comuna) na Polónia, na voivodia de Podláquia e no condado de Siemiatycze. A sede do condado é a cidade de Grodzisk.
De acordo com os censos de 2004, a comuna tem 4690 habitantes, com uma densidade 23,1 hab/km².

## Área
Estende-se por uma área de 203,21 km², incluindo:
- área agricola: 65%
- área florestal: 29%

## Demografia
Dados de 30 de Junho 2004:
|                      | Total   | Total | Mulheres | Mulheres | Homens  | Homens |
| -------------------- | ------- | ----- | -------- | -------- | ------- | ------ |
|                      | pessoas | %     | pessoas  | %        | pessoas | %      |
| População            | 4690    | 100   | 2289     | 48,8     | 2401    | 51,2   |
| Densidade (pop./km²) | 23,1    | 100   | 11,3     | 11,3     | 11,8    | 11,8   |

De acordo com dados de 2002, o rendimento médio per capita ascendia a 1241,98 zł.

## Comunas vizinhas
- Brańsk, Ciechanowiec, Drohiczyn, Dziadkowice, Perlejewo, Rudka, Siemiatycze